# Paul-Émile Gosselin
Pour les articles homonymes, voir Gosselin.
 (novembre 2012).
Si vous disposez d'ouvrages ou d'articles de référence ou si vous connaissez des sites web de qualité traitant du thème abordé ici, merci de compléter l'article en donnant les références utiles à sa vérifiabilité et en les liant à la section « Notes et références ».
Paul-Émile Gosselin (9 mai 1909 à Saint-Maxime (aujourd'hui Scott) dans la province de Québec au Canada - 23 juin 1982) est un prêtre, professeur, journaliste, écrivain, historien, conférencier et un défenseur de la langue française en Amérique du Nord et des minorités francophones hors-Québec.
Il existait peu d'homme en Amérique qui soit plus au courant des problèmes des minorités françaises ou qui ait fait plus que lui pour y trouver des solutions. Mgr Gosselin était un homme d'une activité débordante, une dynamo qui ne s'arrêtait jamais, un érudit doué d'une intelligence exceptionnelle. On n'en finirait pas de faire le tour de tout ce qu'il a mis en marche, de tous les mouvements et organismes dont il est l'initiateur ou le sauveur. Il fut une âme dirigeante pour de grandes campagnes de souscriptions (le Sou de la survivance française) au bénéfice de l'Acadie et de l'Ouest canadien pour la construction d'écoles françaises et la naissance de journaux francophones.
En dehors du cercle immédiat dans lequel il évoluait, il était relativement peu connu. Il travaillait dans l'ombre, recevait les demandes, discutait et trouvait les solutions aux problèmes soulevés. Au moment du succès, il s'effaçait et c'est là que d'autres récoltaient ce qu'il avait semé. Il n'était pas l'homme qui courait après les honneurs, mais l'homme d'une œuvre à laquelle il se consacra sa vie durant.

## Biographie
Paul-Émile Gosselin est le fils de J. Albert Gosselin et d'Émilienne Perreault.
Il fit d'abord ses études primaires et un cours commercial au collège des frères maristes à Saint-Georges-de-Beauce. Ensuite, il s'inscrivit au cours classique au Petit séminaire de Québec où il gagna en 1928 le prix Prince-de-Galles en rhétorique et plusieurs prix intercollégiaux, et obtint en philosophie son baccalauréat ès arts summa cum laude. Son intelligence supérieure et son extraordinaire facilité d'apprendre le rendait pratiquement imbattable dans presque toutes les matières du cours classique.
Il poursuivit ses études philosophiques et théologiques simultanément ou successivement au Grand séminaire de Québec et à l'Université Laval et il obtint sa licence en philosophie avec mention summa cum laude. Il fut ordonné prêtre en juin 1934.
De 1934 à 1968, il est professeur de philosophie simultanément ou successivement au Petit séminaire de Québec, au Collège Bellevue, au Collège des Ursulines, au Collège Laval et Garneau à Québec. Comme professeur, il se révéla, dès les débuts, un maître hors pair, expliquant avec originalité, humour et clarté les questions abstraites de la logique et de la métaphysique, questions qui généralement n'emballaient pas les étudiants. Mgr Gosselin éblouissait son auditoire par sa vaste culture, par la facilité de son élocution, la richesse et le coloris de son verbe, la grande pénétration de son esprit.
De 1944 à 1955, il fut titulaire de la chaire de philosophie de la nature à la faculté des Arts de l'Université Laval. Il sera agrégé au Séminaire de Québec en 1946 et préfet des études pour les cours de sciences au Séminaire de Québec de 1940 à 1949.
De 1937 à 1978, il fut secrétaire général du Conseil de la vie française en Amérique qu'il fonda à la suite des délibérations du 2e Congrès de la langue française à l'été 1937 à Québec avec d'autres membres émérites qui siégeaient lors de ce congrès. Méthodique et travailleur, il a assuré au CVFA sa stabilité, son efficacité et sa continuité. Le Conseil de la vie française s'est employé à effectuer la synthèse des forces françaises en Amérique. Mgr Gosselin s'occupait aussi des Éditions Ferland qui publiaient le trimestriel de la revue Vie française et Le Répertoire de la vie française en Amérique. Il s'occupait aussi du Prix Champlain, un prix littéraire qui récompensait une œuvre littéraire d'un francophone hors Québec ou d'un Québécois qui écrivait sur les minorités francophones hors Québec. Il présidait aussi avec Mgr Adrien Verrette de Manchester la sélection des candidats de l'Ordre de la fidélité française qui récompensait des personnalités œuvrant à la protection et à la continuation du fait français en Amérique.
Grâce à la cueillette du Sou de la survivance française et à d'autres campagnes de souscription, Mgr Gosselin, secrétaire général du Conseil de la vie française en Amérique aida les groupes francophones hors Québec pour des œuvres de presses (journal L'Évangéline de Moncton); pour l'établissement des postes de radio française dans l'Ouest canadien avec Adrien Pouliot; et de l'aide à certains couvents, collèges et paroisses partout au Canada.
Il fut aussi directeur du conseil d'administration de l'Association canadienne d'éducation de langue française (ACELF). Il présida bénévolement le comité des finances de l'ACELF pendant près de trente ans et participa fidèlement à tous les congrès annuels sans jamais expédier une seule note de frais de voyage au bureau de direction.
On le retrouva secrétaire du 2e Congrès de la langue française en 1937 et grand responsable du succès du 3e Congrès, en 1952. À partir de 1943, il organisa les voyages de l'Agence de la Liaison française dont le but était d'encourager et de multiplier les voyages entre les groupes d'expression française en Amérique du Nord, comme l'Ouest canadien, l'Acadie, la Louisiane, l'Ontario, les états de la Nouvelle-Angleterre et les Antilles françaises.
À compter de septembre 1943, il s'occupa aussi de l'Institut Camille Roy qui avait pour but de multiplier les liens culturels entre les groupes français par des délégations, des échanges de conférenciers, des envois de volumes et des enregistrements radiophoniques.
Il fut secrétaire et président de la Société historique de Québec; directeur de la Société du parler français au Canada; membre du Conseil supérieur de la Société Saint-Jean-Baptiste de Québec; et finalement, aumônier diocésain de l'Association de la jeunesse canadienne-française et de la Société Saint-Jean-Baptiste de Québec.
De janvier 1957 à 1963, il prit part à la fondation et aux activités du Comité de toponymie de Québec.
Comme prêtre, Mgr P.-E. Gosselin officia pendant 38 ans, tous les jours, à l'historique église Notre-Dame-des-Victoires sise à Place Royale dans la Basse-Ville de Québec. Il fut aussi, aumônier diocésain de l'Association de la jeunesse canadienne-française (AJCF) et de la Société Saint-Jean-Baptiste de Québec. Il était aussi membre de la Société canadienne d'histoire de l'Église.
Comme journaliste, on lui confia de 1953 à 1962 le poste de directeur général de L'Action sociale catholique, de L'Action sociale limitée, du quotidien L'Action catholique de Québec. Il déploya tous les efforts pour sauver ce journal en péril. De sa plume prolifique et superbe, il écrivit plusieurs articles qui rivalisaient avec ceux ces meilleurs journalistes de chez nous : articles courts, denses, vigoureux et transparents.

## Activités littéraires
- Collaborateur à plusieurs revues : La Revue de l'Université Laval, L'Action nationale, directeur et collaborateur de la revue Vie française
- Auteur de plusieurs opuscules, mémoires ainsi que des volumes suivants
  - Chante, rossignolet!, répertoire folklorique pour les jeunes, 1951, 82 pages
  - L'Empire français d'Amérique, 1963, 144 pages En ligne dans Les Classiques des sciences sociales.
  - Bilinguisme et biculturalisme, 1964, 240 pages
  - Nothing more nothing less, version anglaise publiée à Toronto
  - L'Avenir du peuple canadien français, 1965, 64 pages
  - Le Conseil de la vie française 1937-1967, 1967, 175 pages
  - La crise de la natalité au Québec, 1968, 40 pages
  - Un Québec français, 1969, 151 pages
  - La francophonie nord-américaine, 1974, 212 pages, collectif aves son frère Pierre Gosselin

## Les brochures
- Destin de race, 1938, 19 pages
- Mémoire sur l'abbé Louis Ango de Maizerets, 1943, 9 pages
- Devoir et pratique de l'éducation nationale, 1936, 24 pages
- L'Éducation nationale, appendice, manifeste pour une éducation, 1940, 30 pages
- Le Comité permanent de la Survivance française en Amérique, 1940, 24 pages
- La Coopération facteur de survivance française, 1943, 32 pages
- Le Comité permanent de la Survivance française en Amérique, 1944, 30 pages
- La Survivance française à l'école, 1944, 6 pages
- Radio-Ouest française, 1945, 45 pages

## Décorations
- Les Acadiens, les Franco-Américains et les Franco-Ontariens l'ont honoré pour les immenses services qu'il a rendus au point de vue culturel, éducatif et linguistique à ces groupes francophones hors Québec.
- Octobre 1946 : membre d'honneur de l'Union St-Jean-Baptiste d'Amérique
- Novembre 1950 : Ordre du mérite patriotique de la Société St-Jean-Baptiste de Québec
- Novembre 1951 : Mérite scolaire franco-ontarien
- Novembre 1951 : Membre d'honneur de l'Association canado-américaine
- Novembre 1951 : Médaille grand prix de la Société historique franco-américaine
- Juin 1952 : Chevalier de la Société du bon parler français et officier de l'Ordre académique honneur et mérite
- Avril 1955 : Prélat domestique de Sa Sainteté Pie XII
- Juillet 1957 : Docteur honoris causa en éducation de l'Université de Moncton
- Décembre 1957 : Commandeur de l'Ordre du mérite municipal de la ville de Québec
- Septembre 1962 : Médaille de la République française
- Janvier 1965 : Diplôme d'honneur de la Société historique de Québec
- Août 1965 : Ordre du mérite acadien
- Octobre 1972 : Officier de l'Ordre du Canada[1]
- Juillet 1978 : Officier de la Compagnie des Cent Associés
- Août 1979 : Membre de l'Ordre des francophones d'Amérique[2]